# Azuré du bec-de-grue
« Maurus (genre) » redirige ici. Pour les autres significations, voir Maurus.
Maurus vogelii
Genre
Espèce
Synonymes
- Lycaena vogelii Oberthür, 1920
- Plebejus vogelii (Oberthür, 1920)

L’Azuré du bec-de-grue ou Azuré marocain (Maurus vogelii) est une espèce de lépidoptères (papillons) endémique du Maroc. Elle est l'unique représentante du genre monotypique Maurus, dans la famille des Lycaenidae et de la sous-famille des Polyommatinae.

## Systématique

### Découverte et historique
L'espèce connue aujourd'hui sous le nom de Maurus vogelii est décrite pour la première fois en 1920 par l'entomologiste français Charles Oberthür, sous le nom initial de Lycaena vogelii. La localité type est le col de Taghzeft, dans le Moyen Atlas au Maroc.
Par la suite, plusieurs auteurs du XXe siècle placent l'espèce dans le genre Plebejus, et/ou dans le genre ou sous-genre Plebejides. En 1991, remarquant que l'espèce vogelii ne semble pas appartenir à ces groupes, Zsolt Bálint décrit pour elle le genre Maurus, dont M. vogelii est l'espèce type et l'unique espèce. Par la suite, certains auteurs décident de synonymiser Maurus avec Plebejus, ou d'en faire un sous-genre de ce dernier. Cependant, au début des années 2010, des études sur la phylogénétique moléculaire des Polyommatini confirment la pertinence du genre monotypique Maurus, qui n'est pas étroitement apparenté à Plebejus sensu stricto.

### Sous-espèces
L'espèce Maurus vogelii est divisée en deux sous-espèces, :
- Maurus vogelii vogelii (Oberthür, 1920) — au Maroc dans le Moyen Atlas, à Tizi-Taghzeft.
- Maurus vogelii insperatus Tennent, 1996 — au Maroc dans le Haut Atlas, à Tizi-n-Test.

## Noms vulgaires
- En français : l’Azuré du bec-de-grue (allusion à la plante hôte larvaire, un Erodium) ou l’Azuré marocain[5].
- En anglais : Vogel's Blue[6].

## Description
L'imago de Maurus vogelii est un petit papillon, dont l'aspect très particulier a contribué à motiver la description du genre Maurus.
Le dessus des ailes a un fond brun sombre chez les deux sexes (au contraire de nombreux lycènes dont les mâles sont bleus) avec un point discoïdal sombre à chaque aile, ainsi qu'une rangée de lunules submarginales orange bordées extérieurement de points noirs et intérieurement de tirets noirs et de traces blanches. Les franges sont nettement bicolores, alternant le blanc et le brun sombre.
Le revers des ailes a un fond beige à ocre clair, orné des habituels points basaux, discoïdaux et postdiscaux noirs (mieux marqués aux ailes antérieures), et des mêmes séries de dessins submarginaux orange et noirs que sur le dessus.
La structure des pièces génitales des mâles est également caractéristique.

## Biologie

### Phénologie
L’Azuré du bec-de-grue est bivoltin : il vole en avril-juin puis fin août-septembre.

### Plante-hôte
La plante hôte larvaire est Erodium cheilanthifolium,. Les chenilles sont myrmécophiles.

## Distribution et biotopes
L'espèce est endémique du Maroc, où elle est présente en deux isolats correspondant aux deux sous-espèces.
Très localisée, elle réside sur des pentes rocheuses sèches à végétation maigre, à haute altitude (entre 1 900 et 2 500 m).

## Conservation
Menacée par la désertification de ses habitats due au surpâturage, l'espèce voit sa faible aire de répartition se réduire et est aujourd'hui en voie d'extinction.